# お嫁さんに決めた!
『お嫁さんに決めた!』（およめさんにきめた）は、1973年1月13日から同年3月31日までフジテレビ系列の土曜20時00分 - 20時56分（JST）に放送されたテレビドラマである。

## 概要
男やもめと4人の息子、この家庭にお手伝いさんに来た娘をめぐって、家族5人がお嫁さん争奪戦を繰り広げる。
TBS系列で放送中の『岡崎友紀ライトコメディシリーズ』に主演している岡崎友紀を起用した、この枠では珍しい現代劇。

## 出演者
- 岡崎友紀
- 桜むつ子
- 前田武彦
- 竜雷太
- 下条アトム
- 村松英子
- 坂上二郎
- 小林千登勢
- 長沢純
- 天地総子

## スタッフ
- 主な脚本：田波靖男
- 主な演出：柴田敏行ほか

## 参考資料
- テレビドラマデータベース